# ACID
De ACID-regels zijn een viertal regels waar veel databases aan voldoen. Zonder deze strikte set regels kan een database gemakkelijk verstrikt raken in een situatie waarbij twee transacties tegelijkertijd schrijfrechten verlangen op een enkel tupel. Dat betekent dat transacties voldoen aan de volgende eisen:
- Atomair (Atomic): de mate waarin het DBMS garandeert dat een transactie ofwel geheel wordt uitgevoerd, ofwel geheel nietig is.
- Consistent (Consistent): een transactie creëert ofwel een nieuwe geldige staat of herstelt de staat die er was (in geval van een fout of een probleem). Dit impliceert dat na de transactie alle integriteitsregels van de database moeten gelden.[1]
- Geïsoleerd (Isolated): transacties worden geïsoleerd van elkaar uitgevoerd, dat wil zeggen dat transacties die tegelijkertijd worden uitgevoerd geen inzicht hebben in elkaars tussenresultaten.
- Duurzaam (Durable): een voltooide transactie kan later niet ongeldig gemaakt worden.

Databases die voldoen aan de ACID-regels worden veelal gebruikt bij financiële instellingen. Sinds ongeveer 2005 gebruiken steeds meer sociale netwerksites zoals bijvoorbeeld Facebook databases die niet aan de ACID-regels voldoen. Databases die niet voldoen aan de ACID-regels zijn uitstekend geschikt voor gedistribueerde gegevensverwerking als consistentie geen vereiste is.
Het tegengestelde van de ACID-term is BASE (Basically Available, Soft state, Eventual consistency).
databasemanagementsysteem · databasemodel · databasenormalisatie · referentiële integriteit · relationele algebra · relationele database · relationeel model